# Cita a ciegas
Cita a ciegas (Rendez-vous à l'aveugle) une telenovela mexicaine diffusée du 29 juillet au 1er novembre 2019 sur Las Estrellas. C'est un remake de la telenovela argentine Ciega a citas, créée par Carolina Aguirre,,,,.

## Synopsis
Lucia est une vlogger dont la vie dépend de l'opinion de la population, en particulier de Maura , sa mère, qui s'occupe d'elle toute la journée. Lorsque la sœur de Lucia annonce ses fiançailles, sa mère commence à s'inquiéter de l'apparence de Lucia et de sa stabilité émotionnelle, pariant qu'elle assistera seule au mariage, vêtue de noir et plus lourde que jamais. Lucia aura 258 jours pour perdre du poids, changer d'image et se trouver un petit ami. Le pari avec sa mère devient viral et, à travers l’histoire, Lucia racontera ce qui se passe à chaque blind date.

## Distribution
- Victoria Ruffo : Maura Fuentes de Salazar
- Arturo Peniche : Federico Salazar
- Sofía Garza : Lucía González Fuentes
- Gonzalo Peña : Marcelo Herrera Toscano
- Omar Fierro : Ángel "Angelito" González Robledo
- Sara Corrales : Ingrid
- Adrián Di Monte : Roberto "Bobby" Silva Esquivel
- Oka Giner : Marina Salazar Fuentes
- Begoña Narváez : Bere
- Luz María Jerez : Lorena
- Anahí Allué : Alondra
- Itahisa Machado : Telma
- José Manuel Lechuga : Lalo
- Magaly Boyselle : Amalía
- Luis Rodríguez "Guana" : El Wero
- Carlos Hays : Espárrago
- Patricio José : Julián
- Abril Michel : Mili
- Aidan Vallejo : Aitor
- María José Mariscal : Laura
- Lara Campos : Naty
- Susana Alexander : Esther
- Édgar Vivar : Homero
- Juan Ferrara : Eduardo
- Amara Villafuerte : Dr Rosales
- Francisco Pizaña : Jorge Frutos
- Alicia Paola : Dora
- Denisha : Yolis
- Martín Navarrete : Aurelio
- Francisco Calvillo : Teo
- Fiona : Bárbara
- Gema Garoa : Cristina
- Sergio Kleiner : Clemente

## Diffusion
- Canal de las Estrellas (2019)

## Autres versions
- Ciega a citas (TPA, 2009-2010)

### Sources
- (es) Cet article est partiellement ou en totalité issu de l’article de Wikipédia en espagnol intitulé « Cita a ciegas » (voir la liste des auteurs).